# Коваленко Іван Маркович
Іва́н Ма́ркович Ковале́нко (нар. 10 листопада 1925, село Пустовійтівка, тепер Роменського району Сумської області — 31 серпня 2004, село Петрівка-Роменська Гадяцького району Полтавської області) — український радянський діяч, новатор виробництва в нафтогазодобувній промисловості, буровий майстер Глинсько-Розбишівської партії Миргородської контори буріння Полтавської області. Депутат Верховної Ради УРСР 7—8-го скликань. Герой Соціалістичної Праці (4.07.1966).

## Біографія
Народився в селянській родині. Освіта неповна середня. Трудову діяльність розпочав у 1940 році колгоспником колгоспу «Більшовик» Роменського району.
У 1941—1943 роках працював на різних роботах в громадському дворі (створеного німецькою окупаційною владою), у 1943 році вивезений в трудовий табір міста Новгород-Сіверського.
У 1944—1948 роках — у лавах Радянської армії. Учасник німецько-радянської війни. У 1944 був важко поранений біля міста Варшави.
У 1948—1952 роках — буровий, верховий робітник, помічник бурильника, бурильник Засульської нафторозвідувальної партії тресту «Укрсхіднафтогазрозвідка».
З 1952 року — буровий майстер, бригадир бурильників Глинсько-Розбишівської дільниці Миргородської контори розвідувального буріння тресту «Полтаванафтогазрозвідка» Полтавської області.
Член КПРС з 1968 року.
З 1972 року — старший буровий майстер Глинсько-Розбишівської партії глибокого буріння Миргородської нафтогазорозвідувальної експедиції (контори буріння) тресту «Полтаванафтогазрозвідка» Полтавської області.
Звання Героя Соціалістичної Праці Іванові Коваленку присвоєно Указом Президії Верховної Ради СРСР від 4 липня 1966 року за успіхи, досягнуті при виконанні завдань п'ятирічного плану розвитку геолого-розвідувальних робіт, відкриття і розвитку родовищ корисних копалин.
Бурова бригада, очолювана Іваном Коваленком, систематично виконувала виробничі завдання. Уперше в тресті бригадою застосовано алмазні та гідромоторні долота і висококальцієві розчини, що дало економічний ефект у сумі 114 тис. крб. План 9-ї п'ятирічки бригада виконала достроково 1 квітня 1973 року, понад п'ятирічне завдання пробурено 2367 погонних метрів свердловин. За роки п'ятирічки зекономлено 1 млн 336 тис. крб., а продуктивний час доведений до 94,5 %.
Одним із перших в УРСР Іван Коваленко запровадив метод алмазного буріння глибоких свердловин. За досягнуті високі виробничі показники за підсумками соціалістичного змагання у 1976 році бригаді Коваленка присуджено перехідний Червоний Прапор Міністерства геології УРСР.
Обирався делегатом XIII з'їзду профспілок СРСР (1963).
Потім — на пенсії в селі Петрівка-Роменська Гадяцького району Полтавської області, де й похований.

## Нагороди
- Герой Соціалістичної Праці (4.07.1966)
- орден Леніна (4.07.1966)
- орден Трудового Червоного Прапора (27.02.1974)
- орден «Знак Пошани» (20.04.1971)
- орден Вітчизняної війни II ст. (6.04.1985)
- медаль «ХХ років Перемоги у Великій Вітчизняній війні 1941—1945 рр.»
- медаль «ХХХ років Перемоги у Великій Вітчизняній війні 1941—1945 рр.»
- медаль «50-років Збройних Сил СРСР»
- медаль «За доблесну працю. На ознаменування 100-річчя з дня народження Володимира Ілліча Леніна»
- медалі
- лауреат Державної премії Української РСР (1976)